# Belveglio
Belveglio är en ort och kommun i provinsen Asti i regionen Piemonte i Italien. Kommunen hade 325 invånare (2018).